# Stralsund
Stralsund (švédsky Strålsund, latinsky Sunnonia) je město na úrovni okresu na severovýchodě Německa, ve spolkové zemi Meklenbursko-Přední Pomořansko. Leží 68 km severovýchodně od Rostocku na pobřeží Baltského moře při úžině Strelasund, která odděluje ostrov Rujána od pevniny; od roku 1936 překonává úžinu hráz se silničním a železničním mostem. Stralsund má 58 000 obyvatel (2004).

## Historie

### Středověk

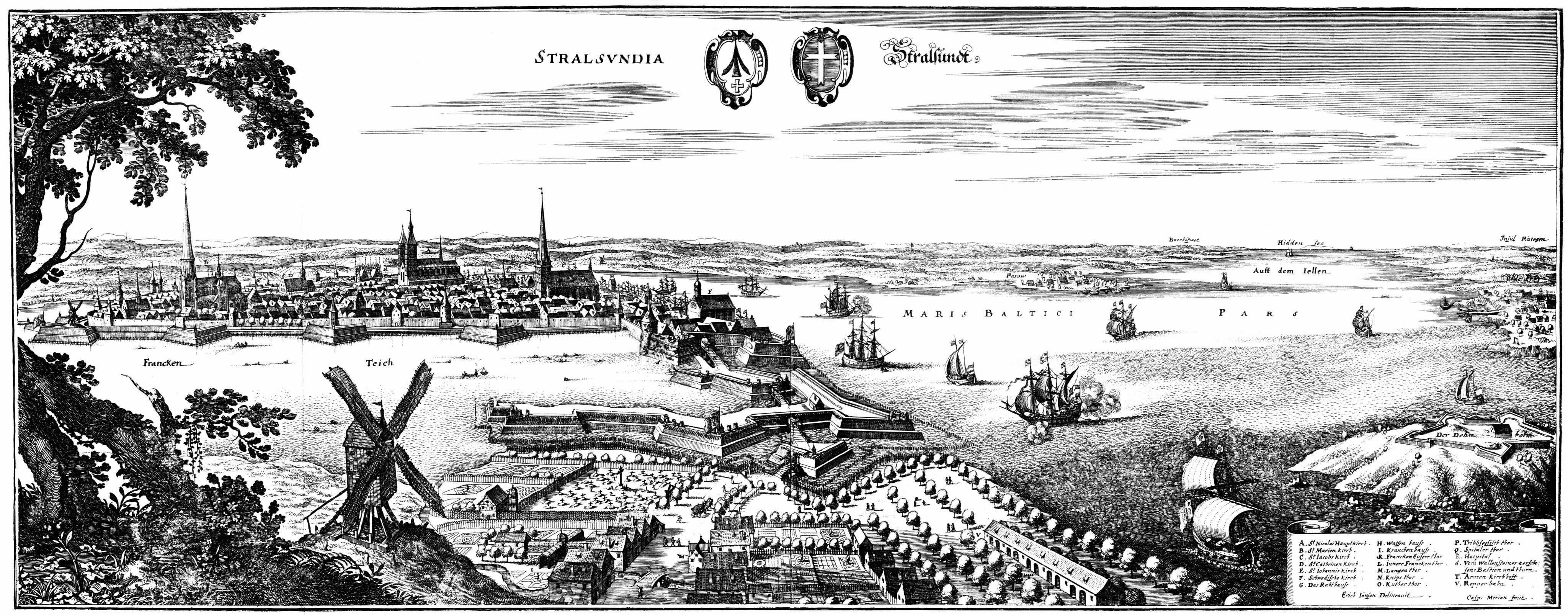
Město na vedutě Matyáše Meriana z roku 1652

Město bylo založeno ve 13. století z osady pohanských Slovanů z Rujany (Rány) při průlivu Strelasund. Název osady i průlivu se traduje od 10. století, pochází ze slovanského jazyka Ránů a znamená střela. Tento význam je dokumentován i v městském znaku, který zobrazuje šíp. Střediskem slovanského osídlení byl mys Arkona a na něm stojící Jaromarsburg se svatyní boha Svantovíta. Christianizace pohanských Slovanů probíhala od 12. století. Městská práva Stralsundu udělil 31. října roku 1234 rujánský kníže Wizlaw I. (žil kolem 1180–1255/56). Pronikání Dánů do Stralsundu ve 12. století popsal letopisec Saxo Grammaticus. Ve vrcholném středověku se město stalo významným hanzovním městem a přístavem. S tím souviselo pronikání dánských a německých osadníků z Vestfálska. Město od roku 1325 patřilo k Pomořansku-Wolgastu a bylo po Lübecku nejvýznamnějším hanzovním městem v jižním Pobaltí. Četné ozbrojené konflikty s vládci Dánska vyvrcholily mírem ve Stralsundu v roce 1370. Po pádu hanzovní ligy význam Stralsundu poklesl. Město však nadále žilo hlavně z dálkového a místního obchodu a také ze stavby lodí.

### Náboženská reformace
Již v roce 1525 většina občanů Stralsundu konvertovala k protestantské víře a město udávalo tempo reformace pro celé severní Německo.

### Léta 1618–1815
Stralsund během třicetileté války odolával obléhání katolických vojsk za pomoci armád Švédska a Dánska. Město bylo jediným severoněmeckým městem, které se dokázalo během třicetileté války ubránit vojsku Katolické ligy, vedenému Albrechtem z Valdštejna. Poté následovalo téměř 200 let příslušnosti k Švédskému království jako součásti švédského Pomořanska. Od 13. století ve městě existovala židovská komunita; počet jejích obyvatel zesílil v 18. století.

### Podnikání v 18. a 19. století
Vznikají manufaktury a první průmyslové podniky. Patřily k nim Schlütterova továrna na výrobu hracích karet, osm tabákových firem, tři výrobci mýdel a další. V roce 1815 se Stralsund stal součástí Pruska, královská čtvrť měla pět okrsků, patřila k nim mj. židovská čtvrť, která se začala rychle rozrůstat. Dvě ničivé povodně v 19. století vyvolaly dostavbu města k roku 1864.

### 20. století
Město bylo ve druhé světové válce aktivní základnou námořních sil NSDAP a po válce se dostalo do sovětské okupační zóny. Následně bylo až do roku 1989 součástí Německé demokratické republiky.

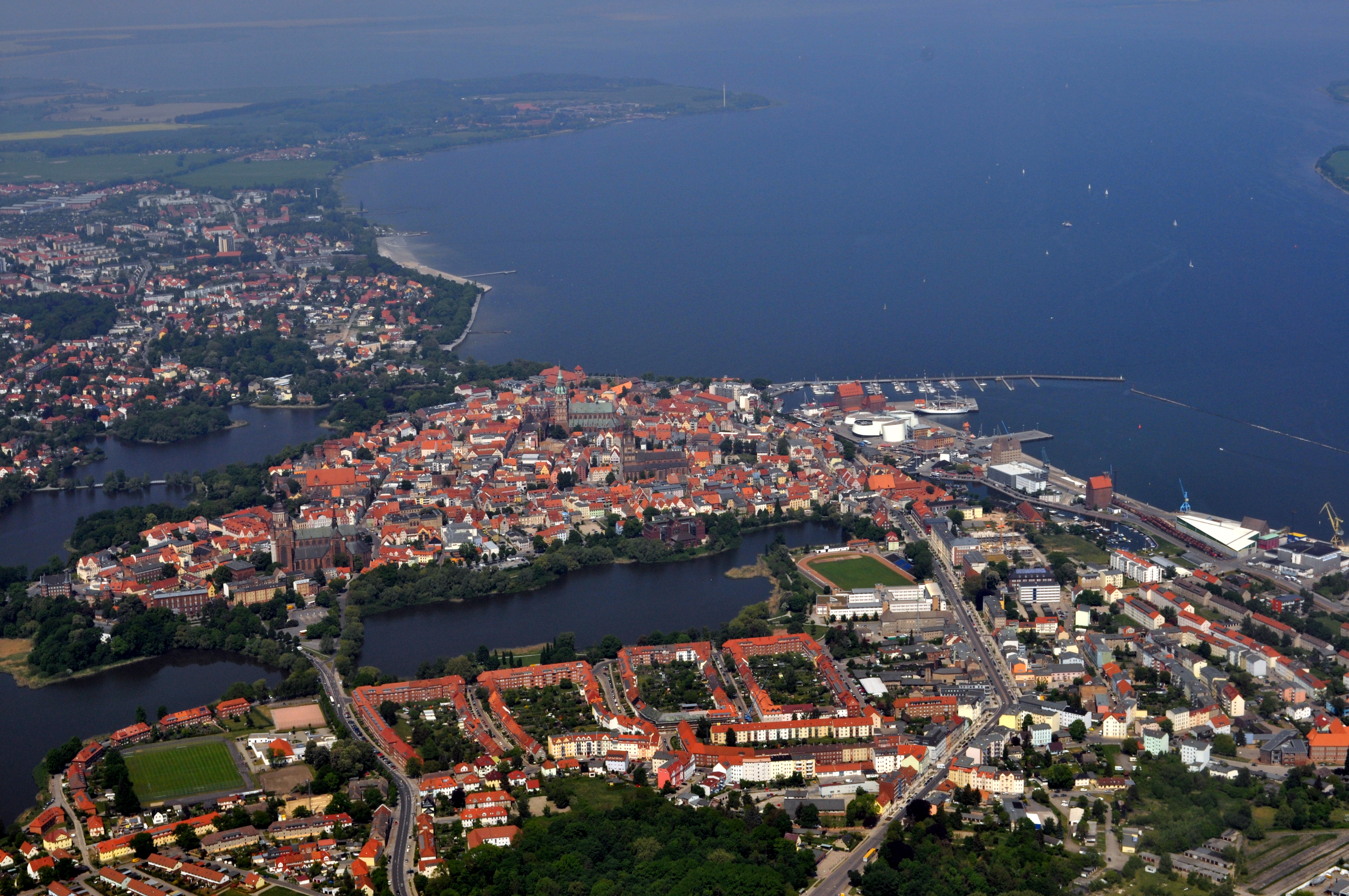
Stralsund v roce 2011

## Pamětihodnosti

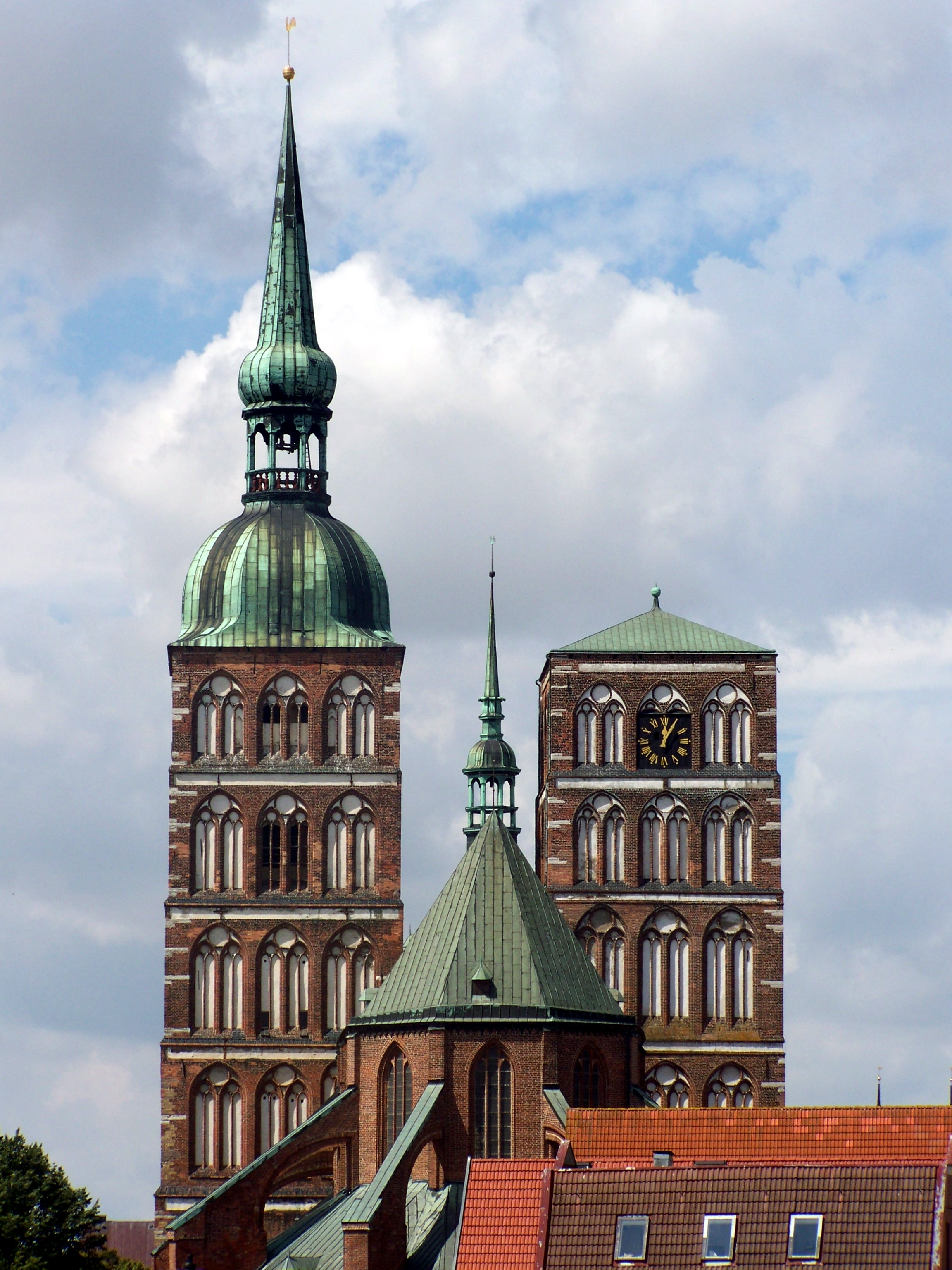
Nikolaikirche -Kostel sv. Mikuláše s vyhlídkovou věží

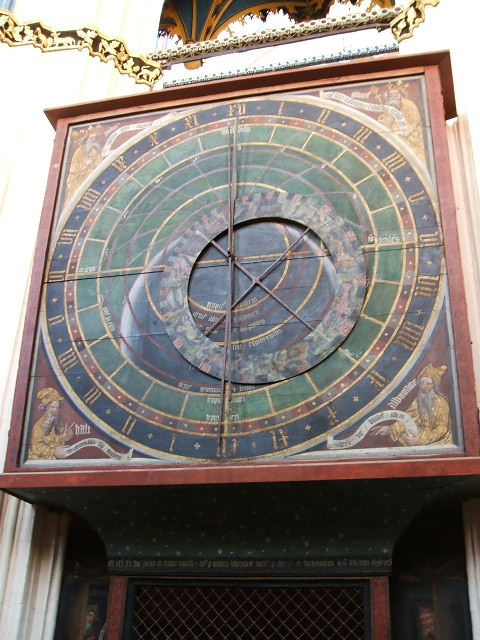
Orloj Mikuláše z Lilienfeldu z roku 1394 na kostele sv. Mikuláše

Stralsund je charakteristický množstvím dochovaných gotických cihlových staveb, nejvýznamnější jsou:
- Nikolaiskirche (kostel sv. Mikuláše) – gotické trojlodí se dvěma věžemi (barokní báň na jižní věži je z roku 1667); ve dvou chórových kaplích gotické fresky; čtyři gotické deskové oltáře, světoznámý orloj mistra Mikuláše z Lilienfeldu (1394)
- Marienkirche (Mariánský kostel) – první stavba datována k roku 1298, novostavba z roku 1382; bohaté vnitřní vybavení: tři pozdně gotické sochy, varhany z roku 1659; 104 metrů vysoká věž kostela poskytuje panoramatický výhled na město i na ostrov Rujánu.
- Jakobikirche (kostel sv. Jakuba Většího) - založen roku 1303; pomořanské východiště poutních cest do Santiaga de Compostella
- Katarinenkloster (klášter dominikánů s kostelem sv. Kateřiny) – založen roku 1251; kostel je raně gotické halové trojlodí, klášter zrušen v období reformace; nyní sídlo Mořského muzea
- Hl. Geist Kirche (kostel sv. Ducha) – pozdně gotická halová stavba z 15. století
- Johanniskloster (klášter sv. Jana s kostelem řádu františkánů) – založen roku 1253; kostel vyhořel roku 1624 a nebyl zcela obnoven, ve dvoře bývalý špitál; v klášteře sídlo Městského archivu
- Neuenkamp – dvůr bývalého kláštera cisterciáků, trojkřídlá gotická budova, písemně zaznamenaná k roku 1318; v baroku přestavěn na obytný dům.
- Radnice – gotická cihlová stavba ze dvou měšťanských domů, založena ve 2. polovině 13. století, uzavřena příčnou stavbou ze 14. století; cihlové zdivo a sochařská dekorace pocházejí převážně z 15. století; západní barokní rizalit nese švédský erb; renesanční schodiště z roku 1579 vede do barokního sálu (Löwenscher Saal)
- Městské opevnění – soustava hradebních zdí městského opevnění, bran s bastiony a s rybníky, budovanými od 13. do 18. století.
- Židovský hřbitov

Dne 27. června 2002 byla historická centra měst Stralsundu a Wismaru zapsána na Seznam světového kulturního dědictví UNESCO.

## Muzea, atrakce a festivity
- Das Meeres Museum (Mořské muzeum)
- Ozeaneum Stralsund (Akvárium) – otevřeno v roce 2008, je spojeno s Mořským muzeem
- Museum für Kunst und Kultur (Muzeum umění a kultury) – podle expozice nazývané také 3D Museum
- Valdštejnské dny – každoroční slavnost na paměť vítězství města nad vojskem Albrechta z Valdštejna[1]

## Osobnosti

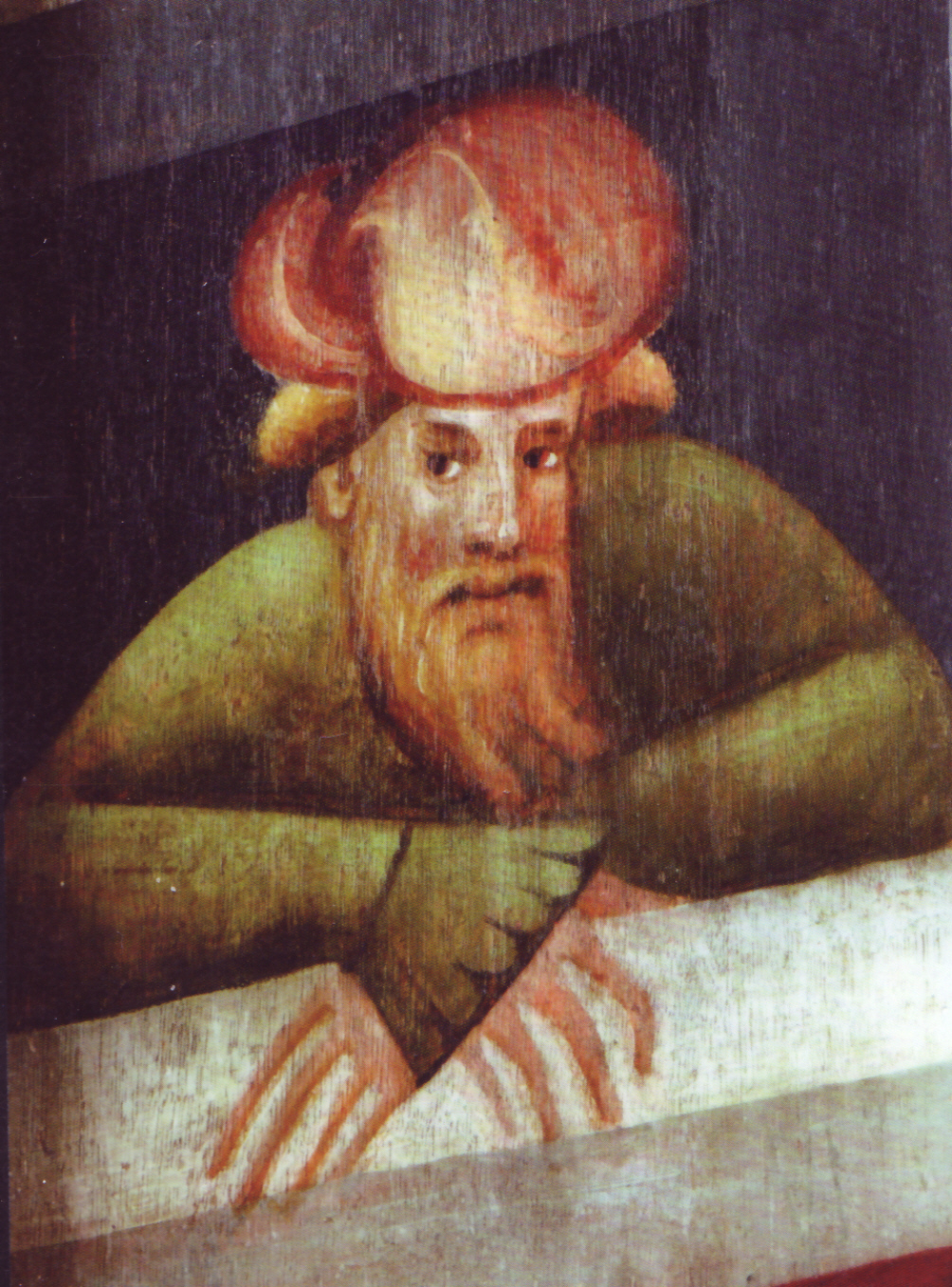
Astronom Mikuláš z Lilienfeldu, portrét na orloji ve Stralsundu

- Mikuláš z Lilienfeldu – hodinář a astronom, který ve Stralsundu sestrojil orloj podobný pražskému, datovaný letopočtem 1394
- Johannes Aepinus, původním příjmením Hoeck (1499–1553) – severoněmecký teolog a reformátor církve
- Lambert Steinwich (1571–1629) – německý právník, diplomat a politik, v letech 1616–1629 starosta Stralsundu; za Třicetileté války při obléhání Stralsundu roku 1628 vyjednával s velitelem císařské armády Albrechtem z Valdštejna
- Axel Oxenstierna (1583–1654) – švédský kancléř, v roce 1630 pomohl městu při jeho obléhání spojenými vojsky Katolické ligy vedenými Albrechtem z Valdštejna
- Carl Gustav Wrangel (1613–1676) – švédský polní maršál a v letech 1648–1676 generální guvernér švédského Pomořanska; měl zde Wrangelův palác.
- Nicodemus Tessin starší (1615 Stralsund–1681) – architekt a stavitel, činný ve Švédsku i ve Stralsundu
- Johann Fridrich Eosander von Göthe (1694 Stralsund–1756) – architekt pruských královských zámků v Berlíně, Charlottenburgu a Oranienburgu
- Hermann Friedrich Raupach (1728–1778) – hudební skladatel, žil v Hamburku, Paříži a Petrohradu
- Heinrich Heuser (1887–1967) – malíř, grafik, ilustrátor, filmový architekt, scénograf a kostýmní výtvarník, zakladatel Darmstadtské secese.

### Externí odkazy

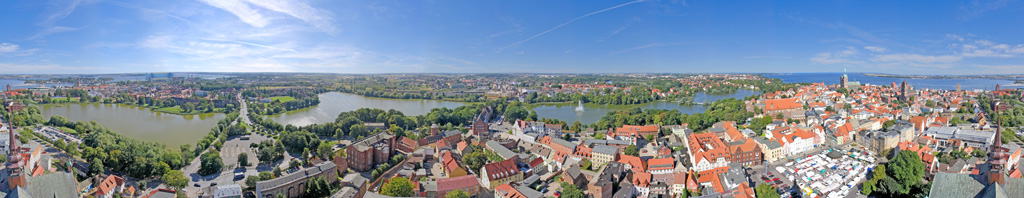
Panorama Stralsundu

## Partnerská města
- Kiel, Německo
- Malmö, Švédsko
- Pori, Finsko
- Stargard, Polsko
- Svendborg, Dánsko
- Trelleborg, Švédsko
- Ventspils, Lotyšsko